# Coreorgonal
Coreorgonal é um gênero de aranhas da família Linyphiidae descrito por S. C. Bishop e C. R. Crosby, em 1935, sendo endêmica da América do Norte.